# 神学校

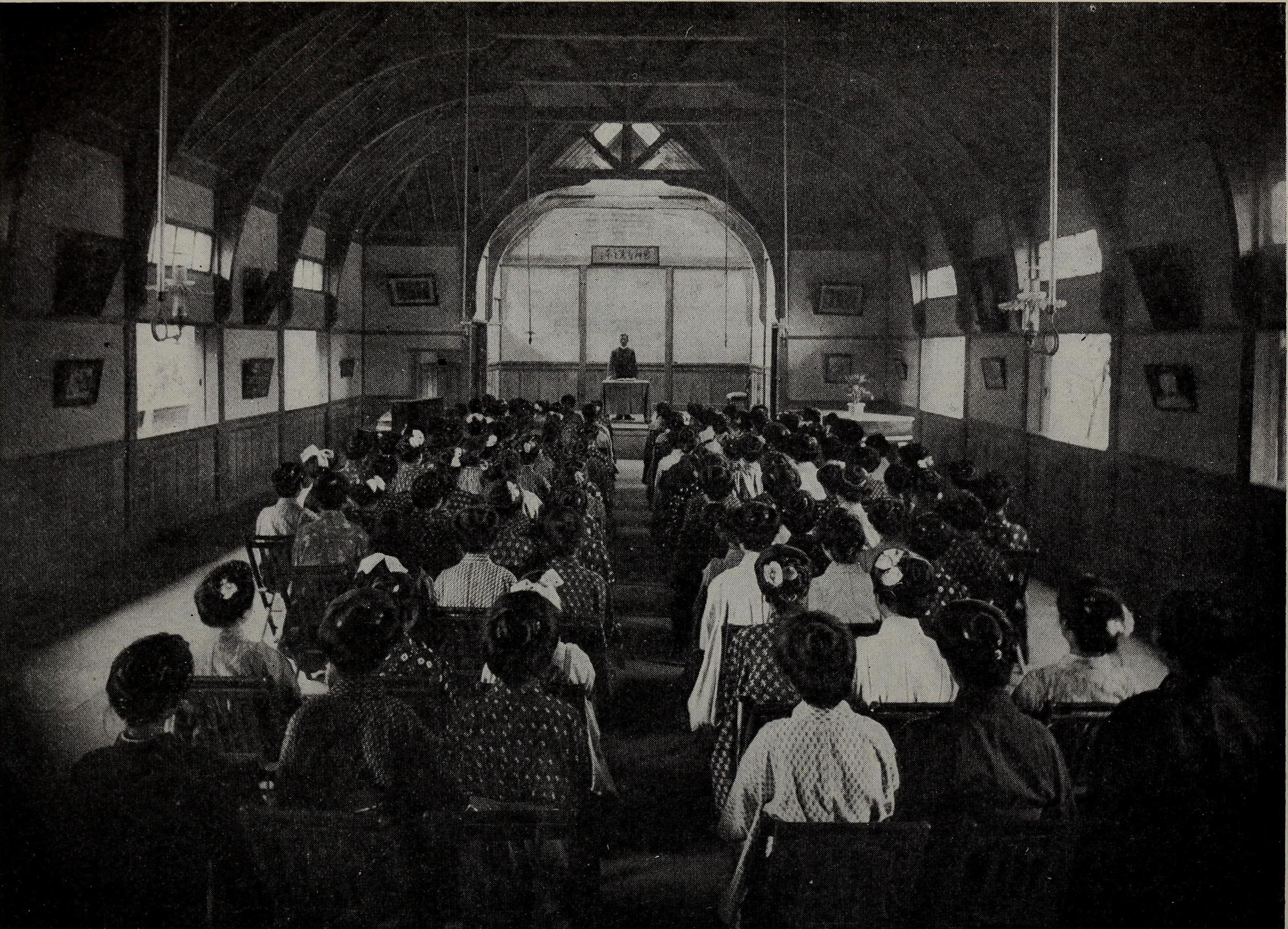
日本のバイブルクラス（1909年）

神学校（しんがっこう、英語：seminary）とは、主にキリスト教の唯一神（神学または宗教学）について学び、次世代の教役者を養成・訓練するための教育機関を指す言葉である。ユダヤ教やイスラム教にも似た教育施設があることもあり、宗教・宗派によっては、神学校に類した教育機関に聖書学校や宣教師訓練学校などがある。また、神学校の理念や目的について、諸宗教・諸教派ごとに微妙にニュアンスが異なっている。

## キリスト教
キリスト教では神学校という語が広く使われる。西洋語でいう、Seminario, Academy, Stift などに対応する。教派や地域によっては、大学の一学部として併設される場合や高等教育機関として学位授与資格をもつ場合がある。また本来神学校としてはじまったものが、教育機関としての拡充のなかで大学の神学部として改組されたものも少なくない（パリ大学、テュービンゲン大学、ハーヴァード大学などヨーロッパやアメリカの大学にはこの経緯をたどった大学は少なくない）。ヨーロッパの古くからのキリスト教においては、国立学校の学部にキリスト教の神学部があることも少なくない。その場合、学部は特定の教派の神学教育を行うのが普通である。
神学校での勉強内容は、西洋哲学、聖書、典礼、教会史、霊性神学、教会法など。

### カトリック教会
カトリック教会で神学校といえばラテン語「Seminarium」の訳語で、司祭・修道士を養成するための学校で、男性のみが学ぶ教育機関である。その国の社会状況によっては自宅から通うという形態もとられるが、基本的に学生は共同生活をしながらそこで学び、必要な学問を学ぶことになる。その意味で、神学を学ぶ神学部とは必ずしも同義ではない。
日本最初の神学校は、1580年代にイエズス会によって長崎県の有馬（現・南島原市）と滋賀県の安土（現・近江八幡市安土町）につくられたが、禁教のため閉鎖された。
教区司祭の司祭養成は、日本カトリック神学院で行われている。これは、2009年4月に、東京カトリック神学院と福岡サン・スルピス大神学院が統合。旧両校は「東京キャンパス」、「福岡キャンパス」とされ、「日本カトリック神学院」が開校。2019年4月からは、「東京カトリック神学院」、「福岡カトリック神学院」の2校として再出発している。2024年4月からは2つの神学校が再度統合され、東京カトリック神学院が「日本カトリック神学院」となった。
入学資格は高校卒程度以上の学力を有し､ 洗礼後3年以上経過しており、聖職者を目指す22歳以上の独身の男子カトリック信徒（元の配偶者が生存していたり、扶養家族がいる場合は許可されない）。さらに、所属している小教区の司祭の推薦と教区の司教の面接・推薦が必要。養成期間は大学卒が6年、高校卒などの場合は一般教養課程が加わるため養成期間が追加される。
修道会や他のカトリック教会の組織の場合は、それぞれの組織により制度が異なり、多くは上記の神学校や他の神学校を間借りしたり、外国にある自前の神学校に入ったりする。国内で自前の学校を持つ所もある。上智大学神学部、南山大学人文学部キリスト教学科にも司祭養成課程がある。
また、ローマを中心に、海外留学してローマ法王の管轄下にある教皇庁立大学で哲学・神学の勉強を行い、現地の神学校で司祭職への準備を続けるケースもあります。

### プロテスタント諸教会
プロテスタント諸派では牧師・伝道師・宣教師・教会学校教師などの伝道者を育成する教育機関という意味で、プロテスタント系大学の神学部なども含めて神学校という。
日本では、イエズス会士・巡察使バリニャーノによって九州有馬(ありま)に設立されたセミナリオ（1580）が最初の神学校であるが、その詳細は不明である。明治以後は、ヘボン塾、バラ塾、ブラウン塾などプロテスタント宣教師が各地に主宰する英学塾で神学教育が行われた。やがてその指導・影響下に多くの神学校、キリスト教主義学校（クリスチャンスクール）神学部が生まれた。同志社神学校（現在は同志社大学神学部）、東京一致神学校（明治学院神学部、日本神学校を経て1943年日本東部神学校に統合）、仙台神学校（東北学院神学部、日本神学校を経て1943年日本東部神学校に統合）、関西学院神学部（1943年日本西部神学校に統合）など、1909年（明治42）までに17の神学校・神学部（女子神学校は除く）が設立された。
日本で大学以外の伝道者育成の神学校としては、日本聖書神学校、農村伝道神学校、日本ルーテル神学校、東京基督神学校（旧日本基督神学校）、聖契神学校、中央聖書神学校、専門学校三育学院カレッジなどの各種学校・専修学校や、東京聖書学院、東京神学校、神戸ルーテル神学校、神戸改革派神学校、聖書宣教会、救世軍士官学校、JTJ宣教神学校などの私塾（無認可校、宗教法人立や任意団体など）がある。入学するには、キリスト者としての信仰告白をし洗礼を受けていることと、本人の召命（神から伝道者として召されているという信仰の意志）と、所属教会の牧師の推薦状が必要である。ただし、牧師の推薦が必要のない神学校またはコースも一部には存在する。また、プロテスタントでは修道会制度が存在しない（教役者に独身は求めない）ので、既婚者でも神学校に入学可能である。
原則として大半の神学校では全寮制（既婚者の場合は家族寮があることがある）による共同生活を通して牧会者として相応しい規律正しい人格教育と人間形成を旨とする。入学基準は伝統的に神学校が概ね大卒以上、大学神学部と聖書学校が概ね高卒以上、さらに教会奉仕経験があり、それに加えて社会人としての経験を数年以上求めるところもあり、基準として一般的にハードルの高い部類に入る。ここ最近の傾向として、勤労者・主婦向けに自宅から通学可能な神学校や、DVD、インターネットを利用した通信制を導入する神学校も増えている。また、いわゆる牧師や伝道師を育成する神学課程だけでなく、一般信徒向けの教養課程や教会奉仕者養成のための基礎コース・教会音楽コース・カウンセラー養成コースを設ける神学校も存在する。また最近まで、一定の学歴・経歴がなければ入学資格が認められない神学校がほとんどであったが、価値観の多様化・多極化する混迷した現代において世界宣教の必要性と、情熱ある宣教者の育成の必要性から、入学するのに学歴は一切問わないという神学校も増えてきている。
また、原則として一つの教派に一つ（または複数）の神学校があり、その派の神学校を卒業したらその派の牧師・伝道者に導かれるのが通例である。例えば、同志社大学神学部であれば日本基督教団、ウェスレアン・ホーリネス神学院であればホーリネス系福音派またはメソジスト系福音派の牧師・伝道者に導かれるのが通例である。しかし、まだ少数であるが教派を越えて幅広く牧師・伝道者あるいは信徒教会奉仕者を育成する神学校も増えている。また神学校を卒業しても必ずしも牧師・伝道者に導かれるとは限らず、一般企業に就職、あるいは学校の社会科・公民科・宗教科（聖書科）などの教師や、キリスト教系学校や病院、福祉施設などのチャプレン、さらに海外の神学大学などに留学し学位を取得し神学者・哲学者・宗教学者などの研究者を志す者や、専業主婦など、卒業後の進路は多種多様である。
補足として、“キリスト教学科”など、一部のプロテスタント系大学または短大の学科・コースでは、いわゆる次世代の牧師・伝道者養成と霊的訓練を目標として掲げる通常の神学校とは異なり、キリスト教を一般的な宗教・文化あるいは学問として捉え、学術的な視点において探求し、広く門戸を開いて学生を募集しているところもある。　例えば、立教大学文学部のキリスト教学科は、「信仰やキリスト教経験は不問。キリスト教とキリスト教にまつわる文化現象を学問研究の対象とし、学ぶことを目的としているので、学生に信仰の有無は問わない。」（立教大学公式サイトより引用）として、一般に広く門戸を開いて学生を募集している学科である。

### 正教会

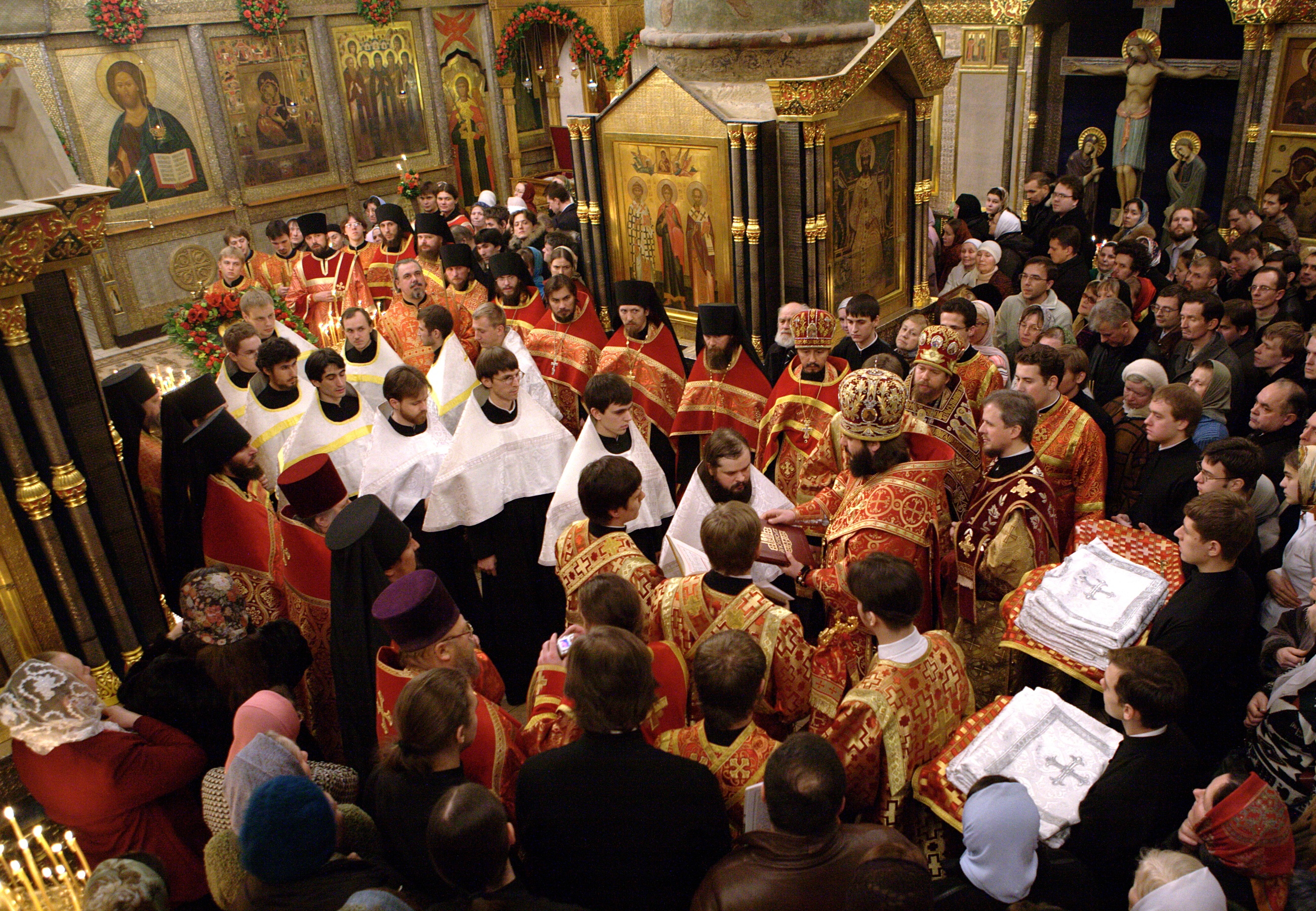
神学生達に対する誦経者祝福式（2006年、ロシア正教会）

正教会〔通称：ギリシャ正教〕の神学校には教衆（教役者）・神品養成機関としての働きを主目的とするものもあるが、神学教育・神学研究に主眼を置くものもある。いずれも共同生活を行い、奉神礼をともにし、神学校が教授を行う知識・技能を修得し、精神性を涵養するものである点には変わりがない。
神学校を経験・卒業することは教衆・神品に叙聖される事の必須要件ではなく、神学校の経験が無い者の中にも神からの恩寵と適性が認められて神品に叙聖される事も珍しくない。
教衆・神品養成を主目的とする神学校においても、正教会の輔祭・司祭には、輔祭叙聖前であれば結婚が許され、妻帯輔祭・妻帯司祭となることから、入学者は独身者に限定されない。正教会においては、修道司祭は修道士であるゆえに生涯独身であるが、在俗司祭の殆どは妻帯する。ただし、在俗司祭または輔祭であっても独身のまま叙聖された場合はその後の結婚は認められず、生涯独身でその職分を全うしなければならない。また、独身であっても神学校には入学可能であるが、独身の卒業生は、通常では伝教師として赴任地に任命され、結婚してから主教の祝福を受け輔祭から在俗司祭へと叙聖される場合がほとんどである。
正教会では神品への叙聖は現在のところ男子のみであり、かつて存在した女性輔祭制度は現在存在しない（その復活の是非について議論される事はある。詳細は輔祭参照）。従って神品として養成される神学生は必然的に男性のみとなる。しかしながら神学を学ぶ事は女性にも妨げられておらず、神品となる事を目指さずに神学校で学ぶ女子神学生は存在する（但し日本正教会の神学校には2010年7月現在、女子神学生は存在しない）。
日本正教会には東京正教神学院があり、信徒（男子のみ）を対象に教衆・神品の養成に当たっている（ただし学校法人格は取得していない）。入学にあたっては司祭からの推薦、教会・学院による入学許可、主教による祝福などが必要となっている。

## イスラム教
イスラム教でも、イスラムの教えを学ぶ教育機関を指す訳語として「神学校」を用いることがある。
日本国内に公式なイスラム教の神学校は、現在のところまだ設立されていない。
海外では、ターリバーンやアルカーイダなど神学校と称して過激な宗教教育を行うところもあるので、正常なイスラム教と混同しないよう注意が必要である。

## ユダヤ教
アメリカ合衆国において著名なユダヤ教神学校。
- イェシーバー大学
- ヘブライ・ユニオン・カレッジ
- ユダヤ教神学院
- 再建派ラビ大学

## 参考資料
- カトリック教会情報ハンドブック（年刊）、カトリック中央評議会
- クリスチャン情報ブック（年刊）、いのちのことば社
- キリスト教年鑑、キリスト新聞社
- 『バプテストの特徴』　レスリー・フレイジャー著、関西単立バプテスト神学校
- 『バプテスト』　天利信司・著　バプテスト文書刊行会
- 『牧師の仕事』　鈴木崇巨・著　教文館　2002年
- 『ギリシャ正教』　高橋保行・著　講談社学術文庫　1980年
- 正教入門シリーズ２　『奉神礼』　トマス・ホプコ著，イオアン小野貞治・訳　日本ハリストス正教会西日本主教教区　2009年
- 『正教要理』　日本ハリストス正教会教団・編　1980年
- 『礼拝はいろいろあるんです』～105の礼拝研究レポート～　横山英実・著　JTJ宣教神学校礼拝活性化研究会・編　2008年
- 『異端見分けハンドブック』　尾形守・著　プレイズ出版　1998年
- 『エホバの証人－神の王国をふれ告げる人々』　WATCHTOWER Bible and Tract Society of Pennsylvania ，ものみの塔聖書冊子協会　1993年
- 『不思議な驚くべきわざ』　リグランド・リチャーズ・著　末日聖徒イエス・キリスト教会　1995年
- 『日本キリスト教歴史大辞典』 教文館、1988年
- 中村敏 『日本プロテスタント神学校史』 いのちのことば社、2013年　ISBN 978-4264031673